# 1400 Smith Street
1400 Smith Street je mrakodrap v texaském městě Houston. Má 50 pater a výšku 210,6 metrů, je tak 11. nejvyšší mrakodrap ve městě. Byl dokončen v roce 1983, za designem budovy stojí firma Lloyd Jones Brewer & Associates. Hlavním nájemníkem je americká energetická společnost Chevron.